# 田端幸三郎
田端 幸三郎（たばた こうざぶろう、1886年2月4日 - 1963年7月31日）は、日本の内務・台湾総督府官僚。

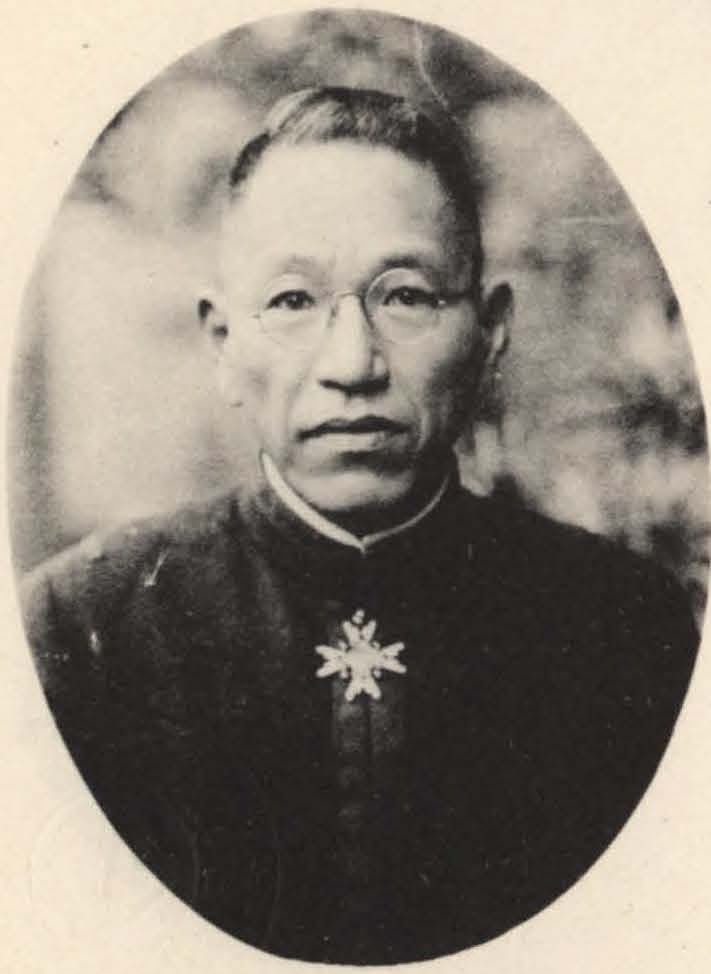
田端幸三郎

第3代台北市尹、第7代新竹州知事。

## 経歴
1886年、和歌山県にて田端幸七の二男として生まれる。1911年、高等文官試験に合格し、翌1912年に東京帝国大学英法科を卒業。神奈川県県属や高知県理事官を経た後、台湾総督府警視兼警務官として台湾に赴任。以後総督府事務官や理事官を務めた後、1927年に台北市尹（現在の台北市長）に就任。市尹在任中に台北市電敷設計画を提出したが、市民の反対に遭い計画は頓挫した。1929年新竹州知事に転じ、1931年5月依願免本官。1932年総督府専売局長として復帰し、1936年殖産局長に就任。その後拓殖管理官・天然瓦斯研究所所長・営林署長・米穀局長を務めた後、1939年12月退官。同年台湾電力副社長に就任し、1943年7月まで務めた。また南方電気工業代表、台湾船渠・日本アルミニウム・福大公司の取締役も歴任した。戦後帰国し、弁護士として活動。1963年、東京にて死去。